# Monastero della Kecharitomene
Il Monastero della Theotokos Kecharitomene (in greco Θεοτόκος Κεχαριτωμένη?, Theotokos Kecharitomene, Madre di Dio, piena di Grazia) era un convento femminile costruito nei primi anni del XII secolo nella capitale bizantina, Costantinopoli, dall'imperatrice Irene Ducaena. È sopravvissuto fino al XV secolo.
Il monastero è noto soprattutto grazie al suo ampio statuto (typikon), stilato dal suo fondatore intorno al 1110 e basato sul modello del monastero della Theotokos Euergetis. Fu costruito nella parte settentrionale di Costantinopoli, adiacente al monastero maschile di Cristo Filantropo, fondato poco prima (1107) da Irene. I due monasteri erano separati da un muro, ma erano serviti da un sistema idrico comune.
Secondo il typikon, il monastero era inizialmente previsto per ospitare 24 monache, ma le regole consentivano di aumentare il numero a 40. Il monastero era cenobitico, con le monache che dormivano in un dormitorio comune anziché in celle individuali. Le monache vivevano in stretta clausura e nessun uomo poteva entrare nel complesso, a parte i due sacerdoti, l'intendente e il confessore delle monache, che dovevano essere tutti e quattro eunuchi. L'unica eccezione era prevista per l'ingresso di un medico, che doveva essere eunuco o anziano. Essendo una fondazione imperiale, era strettamente legata alla dinastia comnena, e l'imperatrice Irene costruì appartamenti per sé e per altre donne della famiglia imperiale. La figlia di Irene, Anna Comnena, fu costretta a ritirarsi qui dopo la morte del marito e qui scrisse l'Alessiade.
L'ultima attestazione del monastero risale al XV secolo, quando il pellegrino russo Zosimo lo visitò. Non ne rimangono resti noti.